# Gwiazdozbiór Pawia
Paw (łac. Pavo, dop. Pavonis, Pav) – wyraźna, choć w większości składająca się ze słabych gwiazd, konstelacja nieba południowego. Leży na skraju Drogi Mlecznej, na południe od Strzelca i obok Tukana. Należy do grupy pięciu sąsiadujących ze sobą konstelacji wyobrażających ptaki –  (Feniksa, Rajskiego Ptaka, Tukana i Żurawia). Liczba gwiazd dostrzegalnych nieuzbrojonym okiem: około 45 i jest 44. co do wielkości na niebie. Niewidoczna w szerokości geograficznej Polski.
Konstelacja ta została wprowadzona przez nawigatorów holenderskich Pietra Dirksza Keysera oraz Fredericka de Houtmana pod koniec XVI w. Keyser zmarł na Jawie w trakcie wyprawy. Po powrocie do Holandii, de Houtman przekazał sporządzony katalog gwiazd astronomowi Petrusowi Planciusowi, który naniósł konstelację na globus nieba w końcu 1598. Gwiazdozbiór ten został szerzej zaakceptowany, gdy niemiecki astronom Johann Bayer opisał go w swoim dziele Uranometria w 1603 roku.

## Mity i legendy
Według greckich mitów paw był ptakiem poświęconym bogini niebios Herze, z której piersi wypłynęła Droga Mleczna. Nazwa nawiązuje do mitologicznego pawia, poświęconego Herze, która ozdobiła jego ogon oczami, podstępnie zabitego na polecenie Zeusa, stuokiego olbrzyma Argosa.
Mimo że Paw jest gwiazdozbiorem nowożytnym, ma bezpośrednie odniesienie do mitologii i tłumaczy, skąd się wzięły pawie oka na długich piórach tych ptaków. Paw był ulubionym gatunkiem ptaka bogini Hery, stąd też zastęp pawi prowadził jej podniebną karetę po niebie. Hera podejrzewała, że Zeus zakochał się w nimfie Io. Próbując oszukać żonę, Zeus przemienił Io w białą jałówkę, ale Hera nie dała się wyprowadzić w pole i domagała się, by mąż podarował jej tę jałówkę. Kiedy tak się stało, Hera poleciła jednemu ze swych sług, wszystkowidzącemu olbrzymowi o stu oczach Argusowi Paneptesowi, by pilnował daru. Zeus odkrył, że jego ukochana jest pod strażą, chcąc uwolnić kochankę z niewoli, wysłał do niego syna Hermesa, który swoimi nieustannymi opowieściami i grą na lutni uśpił Argosa, zabił go i oswobodził Io. Kiedy Hera dowiedziała się o śmierci Argosa, rozrzuciła jego liczne oczy na ogonie pawia.

## Gwiazdy Pawia
- Najjaśniejszą gwiazdą Pawia jest Peacock, co w języku angielskim oznacza właśnie pawia. Gwiazda jest odległa o około 180 lat świetlnych i należy do biało-niebieskich podolbrzymów klasy B2. Jest pięć razy masywniejsza od Słońca i ponad 200 razy od niego jaśniejsza[1]. Fizycznie jest to układ podwójny spektroskopowy o okresie 11,753 dnia. Gwiazda drugiej wielkości (1,94m), 45. pod względem jasności gwiazda ziemskiego nieba[1].

Alfa i leżący dokładnie na południe od niej trójkąt prostokątny, zbudowany z gwiazd Bety, Delty i Epsilona, to najlepiej rozpoznawalny asteryzm w gwiazdozbiorze.
Gwiazda nosi mało oryginalną nazwę Paw. Historia nadania nazwy związana jest z „Almanachem okrętowym” wydanym w 1930 przez monarchię brytyjską. W tym czasie Alfa Pavonis była jedną z dwóch spośród 57. najjaśniejszych gwiazd niemających nazwy własnej (druga to Epsilon Carinae, która została nazwana Avior). Królewskie Siły Powietrzne nalegały, aby te gwiazdy otrzymały nazwy własne, a że nie było lepszego pomysłu, nazwano najjaśniejszą gwiazdę w Pawiu od samej konstelacji.
- Druga co do jasności to Beta Pavonis (3,43m): jest także podolbrzymem, ale typu A.
- Trzecia w kolejności – Delta Pavonis (3,56m) – to jednocześnie jedna z najbliższych nam gwiazd podobnych do Słońca (19,92 roku świetlnego). Gwiazda typu widmowego G8IV (podolbrzym) o jasności 22% większej od Słońca, o masie 99,1% masy Słońca i o promieniu 1,223 promienia Słońca. Mimo że do tej pory nie odkryto wokół tej gwiazdy planety, to została ona zaliczona do najbardziej obiecujących celów obserwacji projektu poszukiwania cywilizacji pozaziemskich SETI[4].
- Kappa (κ) Pavonis to jedna z jaśniejszych gwiazd zmiennych typu cefeidy. Co 9,094 dnia zmienia jasność między 3,91 a 4,78m.
- Ksi (ξ) Pavonis jest gwiazdą podwójną o składnikach czwartej i ósmej wielkości gwiazdowej. Słabsza gwiazda jest przyćmiewana przez dużo jaśniejszego towarzysza.

## Interesujące obiekty
Gwiazdozbiór Pawia znajduje się dość daleko od Drogi Mlecznej. W obrębie Pawia nie ma żadnych obiektów katalogu Messiera
- NGC 6752 to jedna z największych i najjaśniejszych gromad kulistych na niebie. Zajmuje obszar około dwudziestu minut kątowych (2/3 tarczy Księżyca) w pełni. To trzecia co do jasności (5,4m) na całym niebie po 47 Tucanae oraz Omega Centauri. Po raz pierwszy opisana przez szkockiego astronoma Jamesa Dunlopa. Leży w odległości 13 tysięcy lat świetlnych. Przy dobrej pogodzie dostrzegalna bez instrumentów optycznych. Już 15-centymetrowy teleskop umożliwia obserwację wspaniałego widoku licznych gwiazd, ułożonych w kształt przypominający macki[1][4]. Za pomocą teleskopu o aperturze 75 mm można rozróżnić pojedyncze gwiazdy wchodzące w skład w jej skład. Znajdujące się na jej brzegu gwiazda podwójna (składniki ósmej i dziewiątej wielkości) to obiekty położone znacznie bliżej nas[3].
- NGC 6744 to wielka galaktyka spiralna (9,14m). Leży w płaszczyźnie prostopadłej do naszej linii widzenia i znajduje się w odległości około 30 mln lat świetlnych. Przez astronomów uznawana za galaktykę bliźniaczą naszej Drogi Mlecznej, nie tylko z powodu kształtu, ale również ze względu na sąsiadkę – galaktykę NGC 6744A – niezwykle podobną do Wielkiego Obłoku Magellana. W 20-centymetrowym teleskopie można zobaczyć spore blade halo o mlecznym zabarwieniu z jaśniejszym rdzeniem[1].
- Jedna z bliższych, gromada galaktyk Pavo, jest odległa o około 300 mln lat świetlnych; zawiera trudne do obserwacji obiekty o małej jasności, skupione wokół olbrzymiej centralnej galaktyki eliptycznej NGC 6876[5].
- W Pawiu znajdują się też bledsze galaktyki, z których najbardziej interesujące jest długie cienkie halo IC 5052. Tu minimalnym warunkiem obserwacji jest 20-centymetrowy teleskop[1].

## Uwaga
Petrus Plancius (1552-1622) to holenderski duchowny i jednocześnie uznany geograf i astronom. Nauczył nawigatorów pierwszych holenderskich wypraw do Indii Wschodnich, jak mierzyć położenie gwiazd. W rezultacie stworzyli oni dla niego katalog południowych gwiazd podzielonych na 12 nowych gwiazdozbiorów, które Plancius umieścił na swoich globusach niebieskich. Wymyślił on także kilka innych gwiazdozbiorów – Gołębia, Żyrafę i Jednorożca – wykorzystując do tego słabe gwiazdy widoczne z Europy.